# Municipio de Long Rapids
El municipio de Long Rapids (en inglés: Long Rapids Township) es un municipio ubicado en el condado de Alpena en el estado estadounidense de Míchigan. En el año 2010 tenía una población de 1010 habitantes y una densidad poblacional de 7,13 personas por km².

## Geografía
El municipio de Long Rapids se encuentra ubicado en las coordenadas 45°9′18″N 83°40′52″O / 45.15500, -83.68111. Según la Oficina del Censo de los Estados Unidos, el municipio tiene una superficie total de 141.59 km², de la cual 140,36 km² corresponden a tierra firme y (0,87 %) 1,23 km² es agua.

## Demografía
Según el censo de 2010, había 1010 personas residiendo en el municipio de Long Rapids. La densidad de población era de 7,13 hab./km². De los 1010 habitantes, el municipio de Long Rapids estaba compuesto por el 98,61 % blancos, el 0,1 % eran afroamericanos, el 0,3 % eran amerindios, el 0,1 % eran asiáticos, el 0,3 % eran de otras razas y el 0,59 % eran de una mezcla de razas. Del total de la población el 1,78 % eran hispanos o latinos de cualquier raza.